# Ibhili
Pour les articles homonymes, voir Vili.
Ne doit pas être confondu avec Vili (langue).
L’ibhili,  ivili ou iꞵili, aussi appelé vili, est une langue bantoue du groupe njabi parlée au Gabon à Sindara das le département de la Tsamba-Magotsi de la Ngounié. Elle n’est pas à confondre avec le vili du groupe kikongo.